# Liste der Distanzsteine im Saalekreis
Die Liste der Distanzsteine im Saalekreis umfasst alle Distanzsteine im Saalekreis.

## Allgemeines
Im Saalekreis sind folgende verschiedene Distanzsteintypen vorhanden:
- preußischer Meilenstein
- Kursächsische Postmeilensäule
- Kilometerstein
- Wegweisersäule (auch wenn diese nicht immer eine Distanzangabe enthielten).

## Meilensteine
| Artikel                      | Denkmal-ID          | Ausweisungsart            | Lage                                                                      | Beschreibung                   | Kommune        | Ort              | Bild |
| ---------------------------- | ------------------- | ------------------------- | ------------------------------------------------------------------------- | ------------------------------ | -------------- | ---------------- | ---- |
| Meilenstein Altweidenbach    | 094 65595 428300278 | Kleindenkmal Bodendenkmal | L 172 – an der Straße zwischen Altweidenbach und Schafstädt               | preußischer Ganzmeilenstein    | Obhausen       | Altweidenbach    |      |
| Meilenstein Beidersee        | 094 98372           | Kleindenkmal              | B 6 – ehemalige preußische Chaussee Magdeburg–Leipzig                     | preußischer Halbmeilenstein    | Petersberg     | Beidersee        |      |
| Meilenstein Domnitz          | 094 56045           | Kleindenkmal              | L 50 – ehemalige preußische Chaussee Magdeburg–Leipzig                    | preußischer Halbmeilenstein    | Wettin-Löbejün | Domnitz          |      |
| Meilenstein Frößnitz         | 094 56509 428300282 | Kleindenkmal Bodendenkmal | L 145 – ehemalige Kreis-Chaussee Halle-Plötz                              | preußischer Ganzmeilenstein    | Petersberg     | Frößnitz         |      |
| Meilenstein Großkugel        | 094 98576           | Kleindenkmal              | B 6 – ehemalige preußische Chaussee Magdeburg–Leipzig                     | preußischer Viertelmeilenstein | Kabelsketal    | Großkugel        |      |
| Meilenstein Grube Ferdinande | 094 55341           | Kleindenkmal              | L 50 – ehemalige preußische Chaussee Magdeburg–Leipzig                    | preußischer Ganzmeilenstein    | Petersberg     | Grube Ferdinande |      |
| Meilenstein Höhnstedt        | 094 98373 428300220 | Kleindenkmal Bodendenkmal | K 2149 – ehemalige preußische Chaussee Berlin–Kassel                      | preußischer Viertelmeilenstein | Salzatal       | Höhnstedt        |      |
| Meilenstein Landsberg        | 094 98371           | Kleindenkmal              | B 100 – ehemalige preußische Chaussee Berlin–Kassel                       | preußischer Ganzmeilenstein    | Landsberg      | Landsberg        |      |
| Meilenstein Langenbogen      |                     | Kleindenkmal              | L 156 – ehemalige preußische Chaussee Berlin–Kassel                       | preußischer Ganzmeilenstein    | Teutschenthal  | Langenbogen      |      |
| Meilenstein Lettewitz        | 094 56045           | Kleindenkmal              | L 50 – ehemalige preußische Chaussee Magdeburg–Leipzig                    | preußischer Viertelmeilenstein | Wettin-Löbejün | Neutz-Lettewitz  |      |
| Meilenstein Merseburg        | 094 20217           | Baudenkmal                | König-Heinrich-Straße in Merseburg – ehemalige Chaussee Berlin–Giebelroth | preußischer Ganzmeilenstein    | Merseburg      | Merseburg        |      |
| Meilenstein Nauendorf        | 094 55665           | Kleindenkmal              | L 50 – ehemalige preußische Chaussee Magdeburg–Leipzig                    | preußischer Ganzmeilenstein    | Wettin-Löbejün | Nauendorf        |      |
| Meilenstein Schkopau         | 094 66061           | Kleindenkmal              | B 91 – ehemalige Chaussee Berlin–Giebelroth                               | preußischer Halbmeilenstein    | Schkopau       | Schkopau         |      |

## Kursächsische Postmeilensäulen
| Artikel                                          | Denkmal-ID | Ausweisungsart | Lage                       | Beschreibung                      | Kommune        | Ort            | Bild |
| ------------------------------------------------ | ---------- | -------------- | -------------------------- | --------------------------------- | -------------- | -------------- | ---- |
| Kursächsischer Viertelmeilenstein Bad Lauchstädt | 094 20663  | Kleindenkmal   | L 172                      | Kursächsischer Viertelmeilenstein | Bad Lauchstädt | Bad Lauchstädt |      |
| Kursächsische Postmeilensäule Göhren             | 094 20535  | Kleindenkmal   | K 2178                     | Kursächsische Postmeilensäule     | Leuna          | Göhren         |      |
| Kursächsische Postmeilensäule Landsberg          | 094 55191  | Kleindenkmal   | auf dem Markt in Landsberg | Kursächsische Postmeilensäule     | Landsberg      | Landsberg      |      |

## Kilometersteine
| Artikel                                | Denkmal-ID | Ausweisungsart | Lage | Beschreibung                                         | Kommune       | Ort                       | Bild |
| -------------------------------------- | ---------- | -------------- | --- | ---------------------------------------------------- | ------------- | ------------------------- | ---- |
| Kilometerstein Bahnhof Angersdorf      |            |                | Bahnstrecke Halle–Hann. Münden, östlich der Brücke über die Lauchstädter Straße Angersdorf                    | Eisenbahn-Kilometerstein 9,5                         | Teutschenthal | Angersdorf                |      |
| Kilometerstein Bahnhof Angersdorf      |            |                | Bahnstrecke Halle–Hann. Münden, Bahnhof Angersdorf, östlich vom Bahnsteig-Ende                                | Eisenbahn-Kilometerstein 9,7                         | Teutschenthal | Angersdorf                |      |
| Kilometerstein Brücke Angersdorf       |            |                | Bahnstrecke Halle–Hann. Münden, Bahnhof Angersdorf, Bahnsteig West-Ende, Nordseite                            | Eisenbahn-Kilometerstein 9,9                         | Teutschenthal | Angersdorf                |      |
| Kilometerstein Bahnübergang Esperstedt |            |                | Bahnstrecke Oberröblingen–Vitzenburg, am Bahnübergang Stedten                                                 | Eisenbahn-Kilometerstein 2,5 (nachweisbar 1978)      | Obhausen      | Esperstedt                |      |
| Kilometerstein Köchstedt               |            |                | Bahnstrecke Halle–Hann. Münden, südöstlich von Köchstedt                                                      | Eisenbahn-Kilometerstein 16,9                        | Teutschenthal | Köchstedt                 |      |
| Kilometerstein Köchstedt               |            |                | Bahnstrecke Halle–Hann. Münden, südlich von Köchstedt                                                         | Eisenbahn-Kilometerstein 17,2                        | Teutschenthal | Köchstedt                 |      |
| Kilometerstein Köchstedt               |            |                | Bahnstrecke Halle–Hann. Münden, südwestlich von Köchstedt                                                     | Eisenbahn-Kilometerstein 17,5                        | Teutschenthal | Köchstedt                 |      |
| Kilometerstein Leimbach                |            |                | Bahnstrecke Oberröblingen–Vitzenburg, nördlich von Leimbach                                                   | Eisenbahn-Kilometerstein 20,0                        | Querfurt      | Leimbach                  |      |
| Kilometerstein Querfurt                |            |                | Bahnstrecke Oberröblingen–Vitzenburg, östlich von Querfurt                                                    | Eisenbahn-Kilometerstein 13,4                        | Querfurt      | Querfurt                  |      |
| Kilometerstein Querfurt                |            |                | Bahnstrecke Oberröblingen–Vitzenburg, östlich von Querfurt                                                    | Eisenbahn-Kilometerstein 13,5                        | Querfurt      | Querfurt                  |      |
| Kilometerstein Querfurt                |            |                | Bahnstrecke Oberröblingen–Vitzenburg, östlich von Querfurt                                                    | Eisenbahn-Kilometerstein 13,6                        | Querfurt      | Querfurt                  |      |
| Kilometerstein Querfurt                |            |                | Bahnstrecke Oberröblingen–Vitzenburg, östlich von Querfurt                                                    | Eisenbahn-Kilometerstein 13,9                        | Querfurt      | Querfurt                  |      |
| Kilometerstein Querfurt                |            |                | Bahnstrecke Oberröblingen–Vitzenburg, östlich von Querfurt                                                    | Eisenbahn-Kilometerstein 14,0                        | Querfurt      | Querfurt                  |      |
| Kilometerstein Querfurt                |            |                | Bahnstrecke Oberröblingen–Vitzenburg, östlich von Querfurt                                                    | Eisenbahn-Kilometerstein 14,3                        | Querfurt      | Querfurt                  |      |
| Kilometerstein Querfurt                |            |                | Bahnstrecke Oberröblingen–Vitzenburg, östlich von Querfurt                                                    | Eisenbahn-Kilometerstein 14,5                        | Querfurt      | Querfurt                  |      |
| Kilometerstein Querfurt                |            |                | Bahnstrecke Oberröblingen–Vitzenburg, östlich von Querfurt                                                    | Eisenbahn-Kilometerstein 14,6                        | Querfurt      | Querfurt                  |      |
| Kilometerstein Querfurt                |            |                | Bahnstrecke Oberröblingen–Vitzenburg, östlich von Querfurt                                                    | Eisenbahn-Kilometerstein 15,5                        | Querfurt      | Querfurt                  |      |
| Kilometerstein Bahnübergang Querfurt   |            |                | Bahnstrecke Oberröblingen–Vitzenburg, am Bahnübergang Eislebener Straße Querfurt                              | Eisenbahn-Kilometerstein 15,8 (nachweisbar vor 1981) | Querfurt      | Querfurt                  |      |
| Kilometerstein Bahnhof Teutschenthal   |            |                | Bahnstrecke Halle–Hann. Münden, Bahnhof Teutschenthal, altes Bahnhofsgebäude                                  | Eisenbahn-Kilometerstein 18,3 (nachweisbar 1991)     | Teutschenthal | Teutschenthal Bahnhof     |      |
| Kilometerstein Bahnhof Teutschenthal   |            |                | Bahnstrecke Halle–Hann. Münden, Bahnhof Teutschenthal, beim heutigen Bahnsteig                                | Eisenbahn-Kilometerstein 18,7                        | Teutschenthal | Teutschenthal Bahnhof     |      |
| Kilometerstein Bahnhof Teutschenthal   |            |                | Bahnstrecke Halle–Hann. Münden, Bahnhof Teutschenthal, westlich vom heutigen Bahnsteig                        | Eisenbahn-Kilometerstein 18,8                        | Teutschenthal | Teutschenthal Bahnhof     |      |
| Kilometerstein Bahnhof Teutschenthal   |            |                | Bahnstrecke Halle–Hann. Münden, Bahnhof Teutschenthal, westlich vom heutigen Bahnsteig, südlich der Hochhalde | Eisenbahn-Kilometerstein 18,9                        | Teutschenthal | Teutschenthal Bahnhof     |      |
| Kilometerstein Bahnübergang Zscherben  |            |                | Bahnstrecke Halle–Hann. Münden, Bahnübergang Zscherben, Bahnwärterhaus                                        | Eisenbahn-Kilometerstein 12,3                        | Teutschenthal | Zscherben (Teutschenthal) |      |

## Wegweisersäulen
| Artikel                                    | Denkmal-ID | Ausweisungsart | Lage | Beschreibung   | Kommune        | Ort            | Bild |
| ------------------------------------------ | ---------- | -------------- | --- | -------------- | -------------- | -------------- | ---- |
| Wegweiser Beesenstedt                      | 094 61249  | Kleindenkmal   | Nordwestlich der Ortslage, an der Kreisgrenze zum Mansfelder Land.                                       | Wegweiserstein | Salzatal       | Beesenstedt    |      |
| Wegweiser Gatterstädt Loderslebener Straße |            | Kleindenkmal   | Loderslebener Straße Einmündung Hinter dem Park, in einer Grünanlage.                                    | Wegweiserstein | Querfurt       | Gatterstädt    |      |
| Wegweiser Gatterstädt Mühlenstraße         | 094 20964  | Kleindenkmal   | Große Straße Einmündung Mühlenstraße, in einer Grünanlage.                                               | Wegweiserstein | Querfurt       | Gatterstädt    |      |
| Wegweiser Gimritz                          | 094 76873  | Kleindenkmal   | Mühlberg am Weg von Morl OT Beidersee nach Gimritz.                                                      | Wegweiserstein | Wettin-Löbejün | Gimritz        |      |
| Wegweiser Kleineichstädt                   | 094 21122  | Kleindenkmal   | südöstlich des Ortes                                                                                     | Wegweiserstein | Querfurt       | Kleineichstädt |      |
| Wegweiser Langenbogen                      |            | Kleindenkmal   | Im Salzatal nordöstlich vom Ort                                                                          | Wegweiserstein | Teutschenthal  | Langenbogen    |      |
| Wegweiser Lodersleben                      | 094 20996  | Kleindenkmal   | Allstedter Straße. Auf einer Grünanlage am südlichen Straßenrand nahe dem Ortsausgang Richtung Allstedt. | Wegweiserstein | Querfurt       | Lodersleben    |      |
| Wegweiser Merbitz                          | 094 98135  | Kleindenkmal   | Koordinaten fehlen! Hilf mit.                                                                            | Wegweiserstein | Wettin-Löbejün | Merbitz        |      |
| Wegweiser Obhausen                         | 094 66070  | Kleindenkmal   | Kreuzung K 266 / L 172                                                                                   | Wegweiserstein | Obhausen       | Obhausen       |      |
| Wegweiser Salzmünde                        |            | Kleindenkmal   | Sportlerweg                                                                                              | Wegweiserstein | Salzatal       | Salzmünde      |      |